# Bolinichthys distofax
Bolinichthys distofax is een straalvinnige vissensoort uit de familie van lantaarnvissen (Myctophidae). De wetenschappelijke naam van de soort is voor het eerst geldig gepubliceerd in 1975 door Johnson.